# Kiimalampi
Kiimalampi är en sjö i Finland. Den ligger i kommunen Rovaniemi i landskapet Lappland, i den norra delen av landet, 700 km norr om huvudstaden Helsingfors. Kiimalampi ligger 154,6 meter över havet. Arean är 3,3 hektar och strandlinjen är 0,76 kilometer lång. Sjön  ingår i Kemi älvs huvudavrinningsområde. 